# Milsons Point
Milsons Point è un sobborgo della città di Sydney in Australia. Situato sulla costa settentrionale della baia di Sydney, si trova a circa 3 chilometri a nord del CBD di Sydney nell'area di amministrazione locale di North Sydney.

## Geografia fisica
Il sobborgo si trova sulla punta di terra omonima affacciata sulla baia di Sydney di fronte al centro della città, a cui è collegato tramite il Sydney Harbour Bridge.

## Storia
Milsons Point porta il nome di James Milson, un colono libero originario del Lincolnshire in Inghilterra. Milson si stabilì nell'area vicino a Milsons Point e fondò una redditizia attività che forniva alle navi zavorre di pietra, acqua dolce, e prodotti lattiero-caseari e frutta e verdura provenienti dai suoi allevamenti, orti e frutteti.

## Monumenti e luoghi d'interesse
Nel sobborgo si trova il celebre Luna Park di Sydney.